# Onthophagus kangeanus
Onthophagus kangeanus là một loài bọ cánh cứng trong họ Bọ hung (Scarabaeidae).